# 칼라비덤불왈라비
칼라비덤불왈라비(Thylogale calabyi)는 캥거루과에 속하는 유대류의 일종이다. 뉴기니섬의 토착종이다. 자연 서식지는 아열대 또는 열대 기후 지역의 건조림과 건조한 사바나 지역, 아열대 또는 열대 기후의 건조한 관목 지대, 건조한 초원 지대이다. 서식지 감소로 멸종 위협을 받고 있다.